# Gazpromavia
Gazpromavia Aviation Company Ltd. est une filiale de Gazprom, enregistré le 3 février 1995, à la chambre de commerce de Moscou.
Le ministère du Transport et son département Aviation, lui donne l'ensemble des certificats comme opérateur aérien.
Elle dispose de deux bases techniques ;
- Ostafyevo, Moscou
- Yamburg (Gazprom-City), aéroport situé dans la région autonome des Nenets, aux conditions climatiques extrêmes

## Destinations et histoire
Depuis 2002, Gazpromavia réalise des vols réguliers :
- Moscou-Belgorod-Moscou
- Moscou-Nadym-Moscou
- Moscou-Sovetsky-Moscou
- Belgorod-Novy Urengoy-Belgorod
- Moscou-Samara-Moscou
- Samara-Novy Urengoy-Samara
- Samara-Tumen-Samara

En 2003, nouvelles routes :
- Moscou-Sotchi-Moscou
- Moscou-Saint-Pétersbourg-Moscou

En 2004 :
- Sovetsky-Nadym-Sovetsky

En 2005 :
- Sochi-Samara-Sochi

En 2006, premier vol international :
- Moscou-Noukous (Ouzbékistan)-Moscou

En 2007 :
- Moscou-Tomsk-Moscou

Réalise des vols charters à destination de l'Europe de l'Ouest et de l'Est durant la période estivale.

## Flotte
[Quand ?]
Gazpromavia dispose d'une flotte de 39 avions de différents types :
- Boeing 737-700
- Dassault Falcon 900EX EASY
- Dassault Falcon 900B
- Yakovlev Yak-42
- Yakovlev Yak-40
- Tupolev Tu-154M
- Antonov An-74
- Iliouchine Il-76TD

et également 101 hélicoptères :
- Mil Mi-2
- Mil Mi-171A
- Mil Mi-8
- Kamov Ka-26.

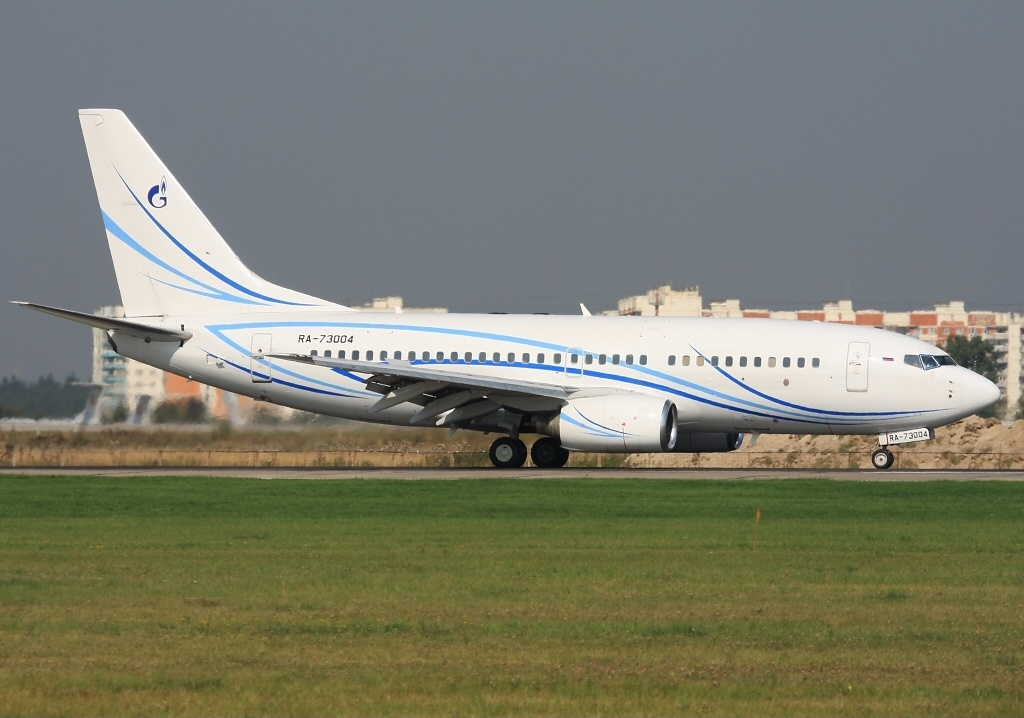
Boeing 737-76N
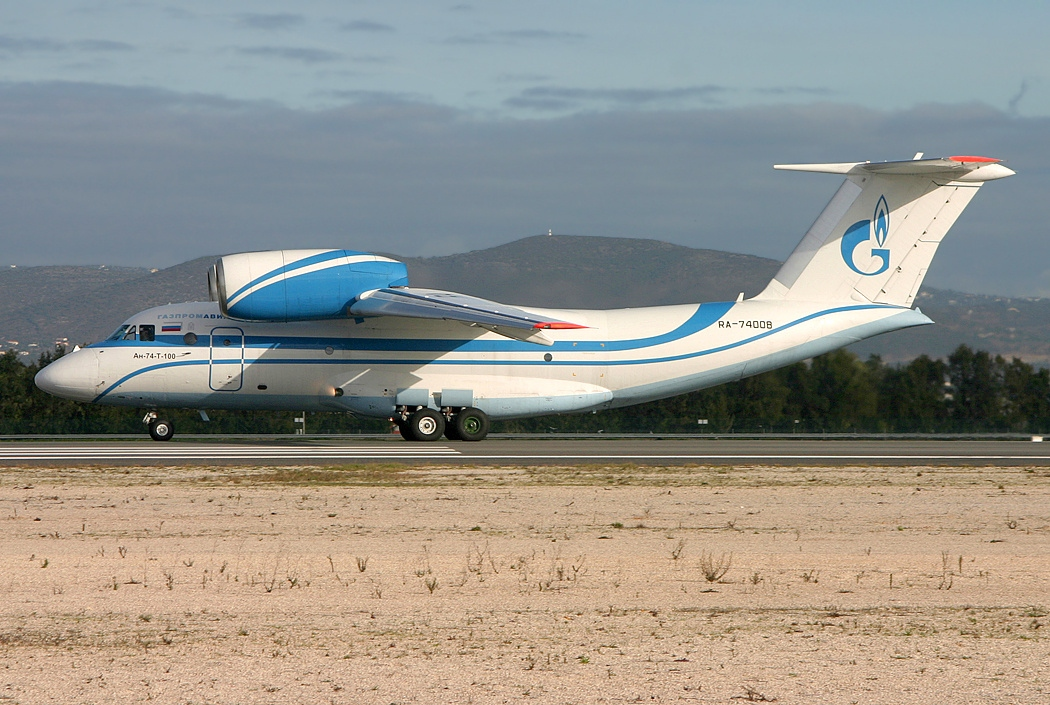
Antonov An-74T-100
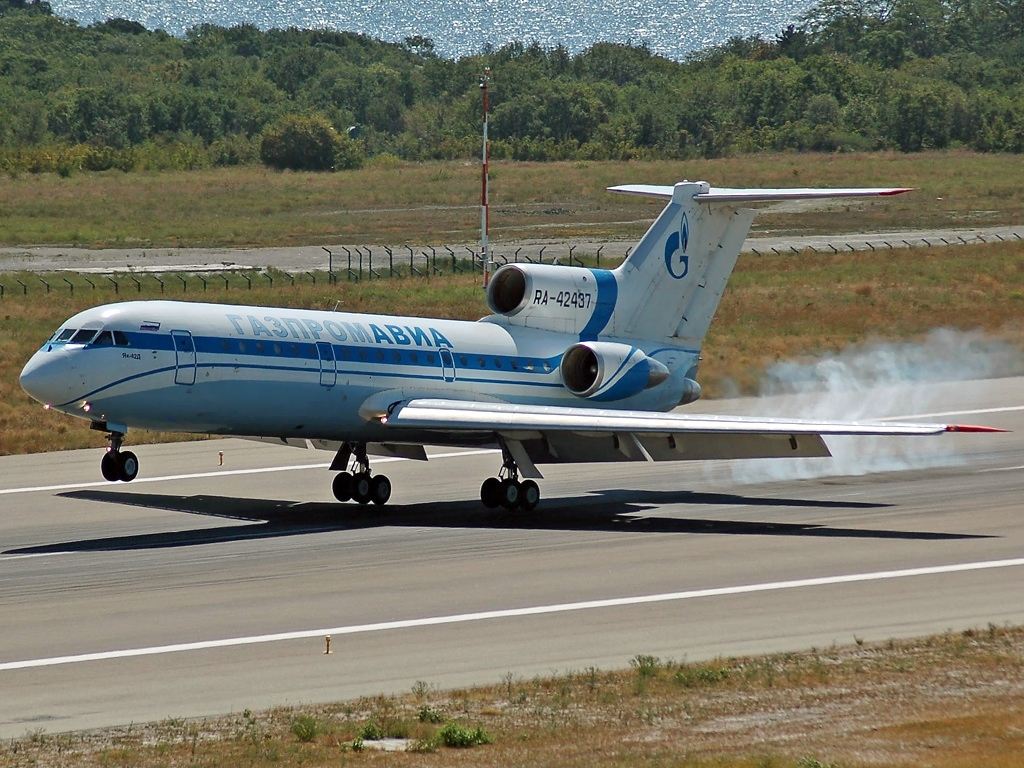
Yakovlev Yak-42